# 阮生雄
阮生雄（發音：[ŋwiən˦ˀ˥ sïŋ˧˧ hʊwŋ͡m˨˩]；1946年1月18日—），越南中部乂安省人，越南政治人物。2006年至2011年曾担任越南政府副总理，2011年至2016年担任越南国会主席。
他與越南共產黨政權創建者胡志明是同宗親戚。